# Sistema de gestión de almacenes
Sistema de gestión de almacenes (SGA) es la denominación atribuida a programas informáticos destinados a gestionar la operativa de un almacén. Proviene de la traducción del término inglés «WMS» (warehouse management system).
También se refiere a la optimización de la gestión de almacenes para incrementar la eficiencia, reducir costos y mejorar la productividad dentro de la cadena de suministro. Entre las prácticas clave se destacan el aprovechamiento máximo del espacio disponible, la automatización de procesos mediante tecnologías avanzadas como robots y sistemas automáticos, así como el manejo eficiente del inventario a través de herramientas como RFID y sistemas de gestión de almacenes (WMS). Asimismo, se subraya la importancia de una organización adecuada del almacén y la capacidad de adaptar los procesos a las demandas cambiantes del negocio, lo que facilita la ejecución de pedidos y mejora la atención al cliente. 

## Funcionamiento
Los sistemas de gestión de almacenes tienen como principal objetivo mantener los valores de existencias de los artículos y sus posiciones en el almacén de forma correcta y toda la información de los movimientos de los artículos dentro de un almacén, se logra registrando todos los movimientos físicos del almacén para luego consultarlos en la base de datos. El borrado de registros de la base de datos es uno de los principales errores al crear un sistema transaccional como este.
Para evitar errores es conveniente seguir una serie de prácticas:
1. Todo artículo tiene que estar identificado con un código
2. El código del artículo debe ser único y debe ser representando por una etiqueta con su respectivo código.[7]
3. Toda posición de almacenamiento debe estar identificada con un código que debe ser representado por un código de lectura automática (código de barras , rfid) en el caso de manutención manual de la misma. No será necesario el código en los casos de posiciones de manutención automatizada.
4. Los operarios de los dispositivos móviles que utilicen para cualquier labor, debe evitar, en la medida de lo posible, el ingreso de información por parte del usuario, por lo que los movimientos dentro del almacén deberán efectuarse preferentemente mediante lectura de códigos de barras o similar ( tags rfid).

Al ser un producto que trata un ámbito muy especializado, normalmente es un sistema informático departamental que se enlaza con el resto de la gestión empresarial o ERP, ya que los módulos de gestión de almacenes de los ERP estándar normalmente no cumplen todas las funcionalidades requeridas o carecen de las interfaces adecuadas bien sea para el manejo de elementos de identificación automática (códigos de barras, tags de radiofrecuencia, visores pick to light, sistemas de picking por voz, etc.) o de manutención automáticas (miniloads, transelevadores, rotativos, torres de extracción, caminos de rodillos, etc.).
Un SGA posee dos tipos básicos de mecanismos de optimización, uno dedicado a optimizar el espacio de almacenaje, mediante una adecuada gestión de ubicaciones y otro destinado a optimizar los movimientos o flujos de material, bien sean estos realizados por máquinas o por personas.
Además, puede integrar mecanismos de cross docking, para tratar aquellos casos en los que el material pasa por el almacén tan solo para el proceso de distribución, con lo que no se almacena, sino que simplemente se distribuye, trasladándose el material de los muelles de entrada del almacén a los de salida, asignando automáticamente el material recibido de los proveedores a los pedidos de los clientes. Es este movimiento de distribución de muelle de entrada a muelles de salida el que da el nombre de cross-docking a este tipo de operativa.
En algunos casos integra además elementos destinados a la gestión de la documentación de expedición, tal como etiquetado, packing list, "taloncillos de transportista", integración automática de datos físicos de la expedición (peso, volumen), etc.
Algunas características de sistemas comerciales:
- Gestiona movimientos de materiales tanto de producto terminado como de primeras materias, material de envase y repuestos, órdenes de recepción y mercancías.

- Optimización avanzada del espacio usado para el almacenaje de productos, con mecanismos tales como la gestión avanzada de ubicaciones caóticas de dimensión variable.[8]

- Por su flexibilidad se adapta a cualquier sector y dispone de un módulo para el control de números de serie, lotes y fechas de caducidad.

- Gestiona totalmente la trazabilidad de todo el proceso productivo y/o de distribución y las fechas de caducidad.

- Funciona tanto con papel como con las tecnologías de radiofrecuencia, pick/put to light, pick by voice, RFID, etc.

- Gestión multialmacén, multiárea y multiempresa.

- Planificación, gestión y ejecución de rutas en los flujos de la mercancía.

- Administración avanzada y control de equipos y sistemas de transporte automatizados.

- Gestión y ubicación automática de la mercancía guiada por flujos.

- Gestión de ubicaciones multiartículo, multicontenedor, multiformato y monoformato.

- Sistema avanzado y optimizado de preparación de pedidos multimétodo, picking inverso con gestión de restos.

- Identificación y control de mercancía por múltiples códigos de barras 1D y 2D y por medio de RFID.